# Camfrout
Le Camfrout [kɑ̃fʁut], ou Rivière de L'Hôpital-Camfrout est une petite rivière du Finistère (Bretagne). Ce petit fleuve côtier prend sa source au pied du rocher de Keranna dans les monts d'Arrée et son bassin est situé entre celui de l'Aulne et celui de la Mignonne. Il coule vers l'ouest-nord-ouest, puis vers le sud-ouest, passant près de Saint-Éloy à Roudouhir. Il arrose ensuite la commune de L'Hôpital-Camfrout. Ce petit fleuve côtier est long de seulement 15 kilomètres pour un bassin hydrographique de 5 420 hectares. Son débit moyen est de 554 litres par seconde, oscillant de 285 litres par seconde en période d'étiage à 824 litres par seconde lors des plus fortes crues.

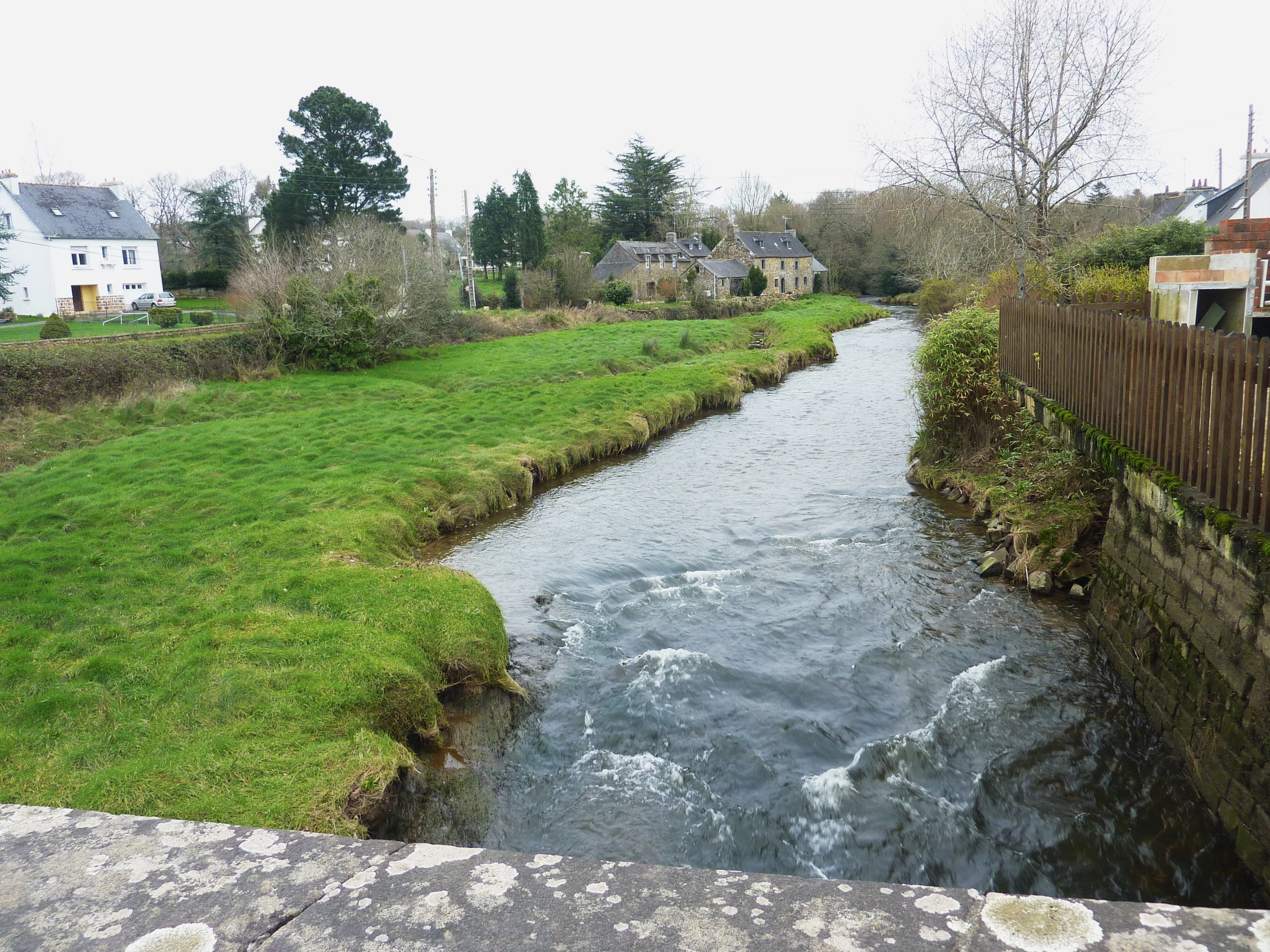
Le Camfrout vu vers l'amont à partir du pont de L'Hôpital-Camfrout

Le Camfrout se jette dans le port de la commune, se mélangeant directement à l'eau salée de la rade, ce qui fait du port l'un des rares ports de rivière finistériens. Son estuaire est très large et s'ouvre sur la rade de Brest, se confondant avec celui de l'Aulne. Véritable bras de mer, cet estuaire est accessible à marée haute aux navires de 5 m de tirant d'eau en marées de vives-eaux et de 4 mètres en mortes-eaux. Il a longtemps été fréquenté par des bateaux desservant en particulier les carrières exploitant la pierre de Kersanton dont il a favorisé longtemps l'exportation.
Vers le milieu du XIXe siècle, « la Rivière de l'Hôpital faisait tourner huit à dix moulins ».